# Âmes de fous
Âmes de fous és una pel·lícula francesa dirigida per Germaine Dulac i estrenada el 1918. Va ser durant el rodatge d'aquesta pel·lícula episòdica que la directora va conèixer el director i crític Louis Delluc.
Es tracta d'una pel·lícula episòdica de sis parts.

## Llista d'episodis
- Episodi 1 : La seconde marquise de Sombreuse 763 m)
- Episodi 2 : Le château maudit (575 m)
- Episodi 3 : Folle (618 m)
- Episodi 4 : L'exilée (560 m)
- Episodi 5 : La danseuse inconnue (913 m)
- Episodi 6 : Hallucination et réalité (445 m)

## Repartiment
- Sylvio de Pedrelli : Gérard Dacier
- Ève Francis : Lola de Sombreuse
- Suzanne Parisys : Irène de Sombreuse
- Jacques Volnys : le comte de Sombreuse
- Gastao Roxo : Juan Filipini